# Tecnologia aplicada al plaer

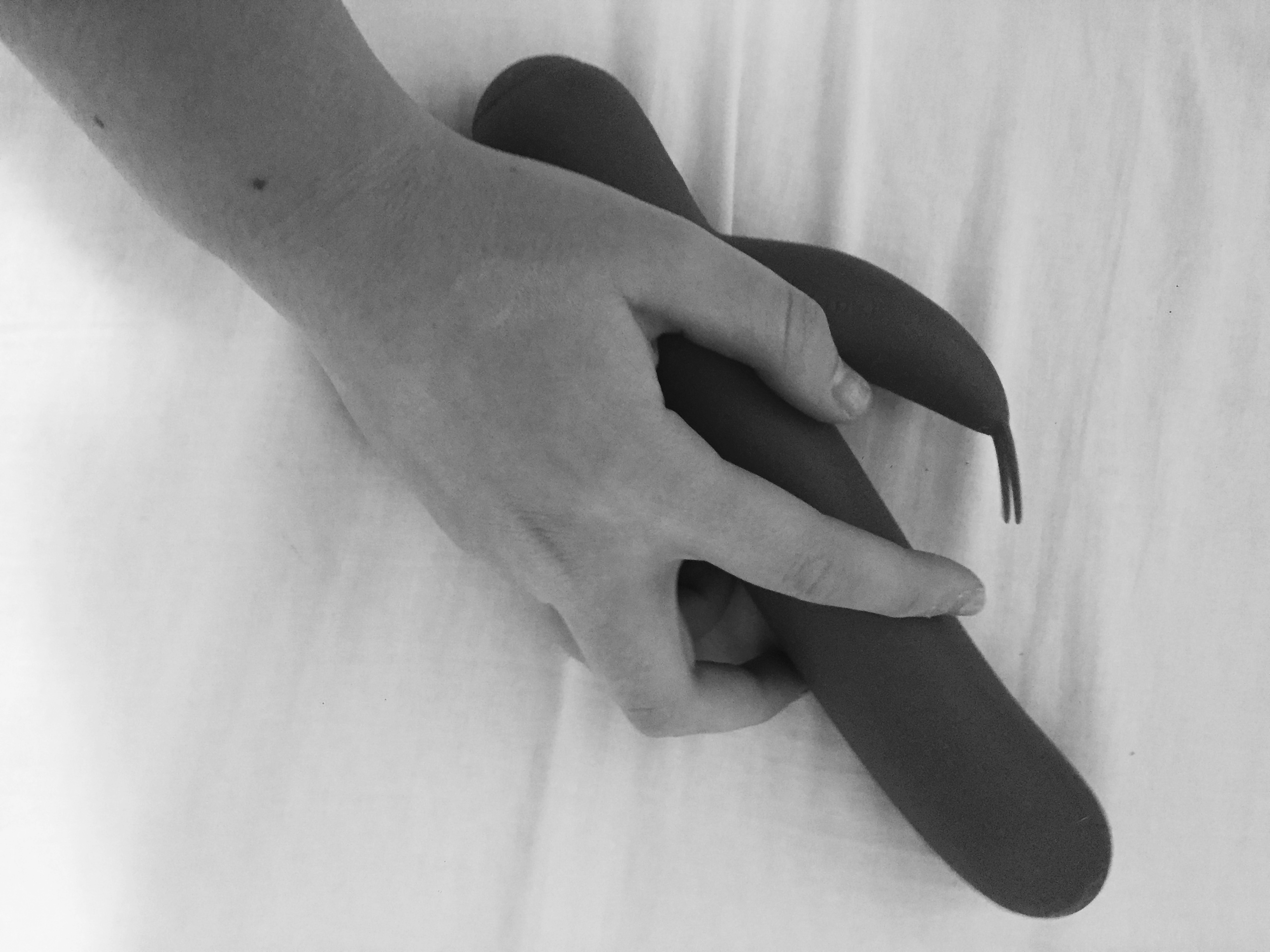

Hi ha invents tecnològics que se situen en primer pla, com la telefonia mòbil, la miniaturització de chips, la intel·ligència artificial, etc. I n'hi ha d'altres que es mantenen en un segon pla, però igualment aprofiten ens avenços tecnològics. La indústria del sexe és una de les que més ha aconseguit obtenir beneficis d'aquests avenços, aplicant la tecnologia al plaer.
El vibrador, les joguines sexuals, els robots, les xarxes socials, etc. Són exemples de com la tecnologia ha ajudat a obtenir plaer.

## Joguines sexuals femenines

### Vibrador

#### Història
El primer vibrador no tenia la mateixa utilitat que avui en dia, ja que va ser creat al 1870 per tractar una suposada malaltia femenina: la Histeria. La Histeria, que suposadament només sofrien les dones, es remunta a l'antiguitat clàssica, ja que es parla d'aquesta en papirs egipcis, a més de ser descrita per Platò i per Hipócrates. Un mite de l'antiga Grècia explica que l'úter no està estàtic, sinó que passeja pel cos de la dona causant malalties a la víctima quan arriba al pit.
Aquesta suposada malaltia es va convertir en una espècie de plaga entre les dones del segle XIX; qualsevol símptoma estrany com ansietat, fantasies sexuals, etc, era considerat com un símptoma de la pacient. Els metges combatien la Histeria femenina acariciant manualment el clítoris i la vulva de les pacients fins a arribar al "paroxisme histèric".
Rachel P.Maines, autor de The Technology of Orgasm: Hysteria, the Vibratos, and Women's Sexual Satisfaction va dir que els metges no gaudien amb aquesta tasca, ja que la tècnica era difícil de dominar per a un metge i podien trigar hores en arribar al "paroxisme histèric". Però derivar les pacients a les llevadores era una pèrdua d'oportunitats de negoci pel metge, així que van començar a plantejar-se un altre tipus de solucions per mantenir els ingressos i les pacients sense cansar-se tant.
El primer que va tenir la idea de crear aquest invent va ser un metge britànic anomenat Joseph Mortimer Granville. Al 1870 va patentar el primer vibrador electromecànic amb forma fàl·lica, i encara que era d'una mida considerable, va ser tot un èxit, ja que va aconseguir calmar a les pacients en menys de deu minuts. Un cop vist el potencial d'aquest invent, una empresa anomenada "Hamilton beach" va començar a produir al 1902 vibradors de mida més petita.
La difusió de l'electricitat a la llar va facilitar l'arribada del vibrador al mercat de consum. De fet, va sortir al mercat molt abans que altres dispositius elèctrics: nou anys abans que l'aspiradora i deu anys abans que la planxa. La varietat de vibradors d'aquella època era molt gran: molts models funcionaven amb el corrent elèctric, altres amb bateria o gas... fins i tot se'n van dissenyar d'altres que funcionaven a pedals. Els vibradors constaven de velocitats que anaven des de 1.000 fins a 7.000 pulsacions per minut, i els preus a poc a poc van ser assequibles per l'ús domèstic, tenint en compte la gran venda fins als anys 20.
El vibrador va ressorgir a causa de la revolució sexual dels anys seixanta. El 30 de juny de 1966, Jon H. Tavel va sol·licitar una patent per al "Vibrador elèctric sense fil per a ús en el cos humà". El vibrador sense fil es va patentar el 28 de març de 1968, i aviat va ser seguit per millores com la construcció multi-velocitat i una sola peça, que van fer que la fabricació sigui més barata i més fàcil de netejar.
A la dècada de 1980 i 1990, els vibradors es van fer cada vegada més visibles a la cultura pública, especialment després d'un episodi de l'episodi HBO de l'agost de 1998 Sex and the City, en el qual el personatge Charlotte utilitza un vibrador de conill. També va aparèixer en un segment de la popular sèrie de televisió nord-americana The Oprah Winfrey Show al març de 2009, la doctora Laura Berman va recomanar que les mares ensenyessin a les seves filles de 15 o 16 anys el concepte de plaer amb un vibrador de clítoris.

#### Actualitat
La convergència de l'evolució tecnològica i la cerca de la satisfacció en tota la seva varietat possible, ha suposat una gran possibilitat de productes per l'estimulació del sexe individual o col·lectiu.
Una companyia sueca creada al 2002 (LELO) arran que els seus creadors van veure que no hi havia varietat ni qualitat en els vibradors disponibles en aquell moment, va començar a crear joguines sexuals de millor categoria i disseny: recorrent a la innovació de materials, afegint motors perquè els vibradors actuïn d'una forma més silenciosa...
Els vibradors amb forma fàl·lica són els més representatius, però actualment en podem trobar molts tipus d'aquests amb funcions que els distingeixen de la resta, i tot això gràcies als avenços tecnològics.
Un exemple és el vibrador OhMiBod Club Vibe 3.0H, resistent a l'aigua i un control remot incorpora un micròfon que converteix el so ambiental (veu, música, etc.) en vibracions. A més, tant la bateria com el control remot són recarregables via USB.
Altre exemple és Hello Touch, un petit vibrador que té com a suport les puntes dels dits, així l'estimulació es pot donar al punt exacte on es desitgi. Aquest també és resistent a l'aigua, però no incorpora bateria recarregable, sinó que funciona amb piles.

## Joguines sexuals masculines
En el sector masculí també està innovant en joguines sexuals. Sobretot va evolucionant en la forma i els materials de les joguines.

### Autoblow2
Autoblow2 s'ha convertit en un producte masculí estàndard en les botigues de sexe de tot el món. Aquest és un simulador de sexe oral.
En l'actualitat, gairebé totes les marques principals de joguines pels homes són utilitzades manualment, és a dir, cal agafar-les amb la mà i moure-les cap amunt i avall, però Autoblow2 és un simulador robòtic que fa el treball automàticament. L'Autoblow 2 es connecta a una presa de corrent i, per tant, no utilitza cap bateria. També incorpora tres mides de màniga intercanviables, per així ajustar-se correctament a la mida del penis del comprador.

### Pulse III Solo
Pulse III Solo és un estimulador masculí que utilitza oscil·lacions d'alta amplitud en comptes de les vibracions de baixa amplitud que normalment es troben a les joguines sexuals convencionals. Encara que els oscil·ladors són habituals en el món mèdic, PULSE és el primer en aportar aquesta tecnologia al mercat de les joguines sexuals.
Com a joguina en solitari, Pulse III Solo es pot utilitzar de dues maneres diferents. Quan es fa servir amb lubricant, aquest es converteix en un revolucionari masturbador d'última generació. Alternativament, també es pot utilitzar sense lubricant, proporcionant estimulació sense necessitat del moviment típic de dalt a baix. Pulse III Solo és ideal per a homes amb dificultats en l'erecció.

### Sqweel XT
El masturbador masculí Sqweel XT és un altre tipus de simulador de sexe oral pels homes. Aquest disposa de 10 llengües de vellutada silicona: les llengües poden retirar-se i combinar-se per així intercalar sensacions. Sqweel XT és una joguina sexual resistent a l'aigua i amb bateria recarregable per via USB.

### Let's Play With Nanai
La projecció dels masturbadors masculins està sent influenciada cada vegada de manera més habitual per la realitat virtual i la robòtica.
Al Japó s'ha creat un joc de realitat virtual per a adults anomenat "Let's Play With Nanai". És un dels primers jocs de VR per a adults del món, que permet a l'usuari experimentar la següent dimensió en VR: una interacció amb l'objecte físic sincronitzant un objecte real, un telèfon intel·ligent i un HMD.
Let's Play With Nanai permet que el jugador s'uneixi amb "Nanai" a la seva habitació i tingui relacions sexuals amb ella. Els jugadors poden canviar el seu vestit i roba interior amb controls de mirada. Simplement s'ha de connectar un telèfon intel·ligent a un cos suplent i "Nanai" reacciona segons els moviments d'aquest cos.

## Control del plaer
El 2008, Mortel L.Kringelbach i el seu equip d'investigadors, van presentar un article acadèmic anomenat "Translational principles of deep brain stimulation". Un treball on s'estimulava l'escorça orbitofrontal d'un pacient per així activar la zona del cervell on es troba el plaer sexual o el de menjar.
En paraules de Kringelbach: "En deu anys podríem tenir implants cerebrals que ens permetessin gaudir de plaer sexual sense la necessitat de participar en relacions sexuals ni recórrer a altres tècniques d'estimulació". Tot això amb un chip instal·lat al cervell que permetria gaudir en qualsevol moment, tan sols polsant un botó. Però, aquesta tecnologia comporta molts problemes.

Al 1986, va implantar-se un chip semblant al cervell d'una dona perquè es pogués auto estimular al moment de forma senzilla i directa. Els resultats obtinguts de l'estudi van demostrar que els hàbits de la dona van canviar fins a tal punt que preferia estar tot el dia donant-se plaer que realitzar altres activitats. Tot i això, l'objectiu principal va complir-se: alleujar el dolor postoperatori que sofria la pacient. A continuació, es mostra un fragment de l'article amb algunes de les conclusions a les que van arribar:
Al poc temps d'introduir l'electrode nVPL, la pacient va notar que la estimulació produïa sensacions eròtiques. Aquesta resposta plaent va anar en augment per una estimulació contínua al 75% de l'amplitud màxima, augmentant freqüentment en petites dosis a màxima amplitud. Encara que es produïa una excitació sexual, no es produïen orgasmes durant l'estudi al incrementar la intensitat de l'estimulació.
L'estudi de 1986 mostra que pot ser problemàtic per a una persona tornar a un ritme normal de vida, ja que el nostre cos no està preparat per poder tenir plaer sexual d'una forma tan immediata i precisa.

## Sexe amb robots
El sexe entre humans i robots sempre s'ha vist com una cosa pròpia del món de la ciència-ficció, però actualment, aquest aspecte inquietant s'ha convertit en una realitat.
Els geminoides són robots que busquen assemblar-se als éssers humans a través d'acabats de làtex que fan que el robot sigui més proper i realista. En aquest cas, s'han inventat nines inflables tecnològiques que són capaces de satisfer les necessitats sexuals del seu comprador. Dels casos més recents, el més icònic és Roxxxy.
Roxxxy és un geminoide femení que mesura 1,70 metres d'altura i pesa 54 kilograms. Va ser desenvolupada per TrueCompanion i el cost de la seva creació es mou entre 500.000 i 1.000.000 de dòlars. Es va presentar al 2010 i les primeres unitats es van vendre per un preu de 7.000 a 9.000 dòlars segons el model. Roxxxy compta amb un sistema d'aprenentatge que s'encarrega de conèixer els gustos de cada comprador i així poder ajustar-se a les seves necessitats. Amb un mòdul de veu, Roxxxy és capaç d'expressar diferents estats: des de l'amant submisa fins a un perfil més passional i dominant. Cada model d'aquest robot es pot modificar al gust del comprador.
A més de donar plaer sexual, els creadors de Roxxxy la van vendre com un robot capaç d'establir una conversació o d'expressar emocions segons el moment.
Al Japó, Realbotix, una companyia de sexe que fabrica productes per aquells que busquen una experiència més íntima, ha creat un humanoide anomenat Harmony 2.0. Hi ha un evident pas en l'evolució de les Realdolls amb la integració del moviment en l'addició de components robòtics. Animar el cap i la cara de la Realdoll era l'objectiu de Realbotix; però no volien crear un robot. Així que van recórrer a la Intel·ligència Artificial. L'equip de Realbotix va créixer quan es van associar amb enginyers i programadors talentosos, i van començar amb la creació d'Harmony.
Harmony funciona a través d'una aplicació que pot utilitzar-se a través d'una tablet o un telèfon intel·ligent. A mesura que les plataformes d'Intel·ligència Artificial van començar a prendre forma, Realbotix va adonar-se de la necessitat d'una forma alternativa d'interaccionar amb els personatges creats a l'aplicació Harmony; Això els va impulsar a començar a treballar en una plataforma que podia portar la interacció digital al seu nivell més alt, per a aquells que no podien o no volien posseir una nina robòtica. Utilitzant aquesta nova tecnologia, els usuaris poden adaptar-se molt més a la personalització del seu avatar. Per 20 dòlars a l'any, els usuaris poden crear un nombre limitat d'avatars personalitzats amb veus, estats d'ànim i personalitats personalitzables. Però l'aplicació només és el principi. A finals del 2017, els usuaris podran interaccionar amb Harmony per 10.000 dòlars aproximadament.

## Relacions de parella

### Xarxes socials
La tecnologia ha modificat el mode en el qual les persones es desenvolupen socialment amb les xarxes socials. Avui dia, són molt pocs els que no s'han sotmès a les relacions i la comunicació 2.0. Una part important de les relacions humanes és emparellar-se, i en això, també han intervingut Internet i la tecnologia. Aplicacions con Tinder, Grindr, Badoo, Blendr, etc. ja són part del dia a dia.

#### Tinder

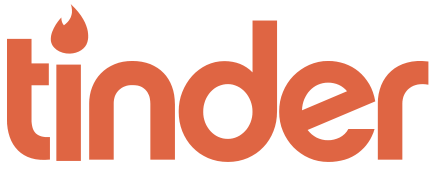
Logotip Tinder

Tinder és una aplicació geosocial que permet als usuaris mútuament interessats, posar-se en contacte els uns als altres per xerrar i concretar cites o trobades L'aplicació és considerada una de les aplicacions de cites més importants del mercat digital i està disponible a través de l'App Store (iOS), Google Play i Apple Watch.
Tinder utilitza el perfil de Facebook de l'usuari per a construir un perfil amb fotos d'aquesta xarxa social. També recull informació bàsica, amb la qual filtra els perfils que poden interessar a l'usuari. Els candidats tenen més probabilitats de ser compatibles segons la ubicació geogràfica en que es troben (proximitat), el nombre d'amics en comú, i els interessos comuns. Amb base en els resultats dels possibles candidats, Tinder disposa d'una interfície d'usuari que mostra successivament diferents perfils d'altres usuaris. Per trobar la parella idonia, l'usuari ha de desplaçar les fotografies dels candidats a la dreta per indicar que l'agrada algú o a l'esquerra per passar. Quan l'interès és mutu, aleshores hi ha un match: sistema d'acceptació doble que permet que les dues persones puguin xatejar entre elles.

#### Grindr

Logotip Grindr

Des del seu llançament el 2009, Grindr s'ha convertit ràpidament en l'aplicació de xarxes socials més gran del món per a homes gai, bi i trans. Consta de milions d'usuaris diaris que abracen gairebé tots els països de tots els racons del planeta. Més que un mitjà per xatejar i conèixer, Grindr ofereix una finestra de benvinguda a un estil de vida apassionat i progressiu. L'aplicació fa servir la geolocalització del mòbil, una característica dels telèfons intel·ligents que permet localitzar als usuaris que estan a prop. Això s'aconsegueix a través d'una interfície d'usuari que mostra una graella de fotos representatives d'homes, disposades del més proper al més allunyat. La miniatura de cada imatge mostrarà un breu perfil d'aquest usuari, així com l'opció de xatejar, enviar imatges i compartir la ubicació precisa.

#### Badoo

Logotip Badoo

Badoo és una xarxa social centrada en les cites, fundada al 2006. S'utilitza en 190 països i està disponible en 47 idiomes diferents, per això és la xarxa social de cites més utilitzada en el món fins ara. L'aplicació actualment està disponible en iOS, Android i la web, i és totalment gratuïta.
Badoo consta de diverses característiques que permeten als usuaris conèixer a altres persones. Els usuaris poden xatejar, coincidir amb altres usuaris, pujar fotos i vídeos, a més de compartir els seus interessos i veure a tots els seus amics en comú. Les principals característiques inclouen:
- Persones properes: Els usuaris poden veure i posar-se en contacte amb persones que viuen prop seu.
- Buscador: Els usuaris també poden veure qui està a l'aplicació en una ciutat diferent o en una altra part del món.
- Trobades: Funció gratuita on els usuaris llisquen cap a la dreta (si) o cap a l'esquerra (no) en els perfils dels altres usuaris. Si hi ha una coincidència, es notifica als dos usuaris.
- Vídeo-trucada: En agost de 2017, Badoo va llençar la seva funció de vídeo-trucada: els usuaris poden connectar-se en temps real, però una vegada hagin intercanviat missatges abans.[24]

#### Blendr
Blendr és una aplicació de cites en línia basada en les xarxes geosocials per Android, iOS i Facebook. Està dissenyada per connectar persones d'idees semblants.
L'aplicació combina la detecció d'ubicació GPS amb un marc de xarxes socials, per tal que els usuaris tinguin l'oportunitat de conèixer gent que es troba a prop. L'aplicació també es pot utilitzar per comunicar-se amb altres usuaris a temps real sobre una ubicació, per tant, poden obtenir informació sobre les persones que estan connectades en el mateix lloc, tal com feia Grindr. Per tal de protegir la privadesa dels seus usuaris, l'aplicació proporciona una estimació aproximada de la ubicació de l'usuari. Blendr, a diferència de Grindr, està menys enfocat a trobades sexuals, amb la intenció de ser una eina per conèixer persones noves que compareixen interessos comuns.
Els usuaris proporcionen una fotografia i informació bàsica sobre els seus interessos, tot i que no estan obligats a lliurar el seu nom real o altres dades personals). L'empresa té regles estrictes que prohibeixen l'ús de nuesa, imatges o descripcions escrites d'actes sexuals, declaracions racistes o altres discursos d'odi.

### Cibersexe
El cibersexe, també anomenat sexe per ordinador, és una trobada virtual on dues o més persones connectades remotament a través de la xarxa s'envien missatges sexualment explícits.
Sovint inclou la masturbació a la vida real. La qualitat de la trobada cibersexual depèn, en general, de la capacitat dels participants d'evocar una imatge mental "viciosa" i "visceral" en la ment dels altres participants. El cibersexe pot donar-se entre una parella, persones geogràficament separades o, inclòs, persones que encara no tenen un coneixement previ de l'altre i s'han trobat per internet. En alguns contexts, el cibersexe es veu millorat per l'ús d'una càmera web que transmet un vídeo a temps real dels participants.
El cibersexe se sol practicar a través d'una sala de conversa xat o un servei de missatgeria instantània. La creixent popularitat de les càmeres web ha donat lloc a més parelles que les utilitzen per conferir a la trobada un aspecte més visual. L'intercanvi de correus electrònics sexualment explícits també es pot considerar com sexe virtual. Se sol recórrer al sexe virtual per afavorir la masturbació o com a introducció per a una futura cita per tenir relacions sexuals en la vida real. També es pot recórrer a trobades similars mitjançant el servei de SMS a través del telèfon mòbil.

#### Problemes
Un dels problemes del cibersexe és la possibilitat de cometre algun tipus d'infidelitat. Encara que no hi ha contacte físic, els crítics sostenen que les fortes emocions que s'experimenten poden suposar una pressió afegida sobre les relacions de parella, especialment quan el cibersexe culmina en un romanç per Internet. Així com s'han donat casos de compromisos matrimonials a través de l'ordinador, també s'han donat casos de divorcis provocats pel sexe virtual.
Se sap que alguns pedòfils han recorregut al cibersexe amb menors d'edat. En el transcurs d'aquestes converses, de vegades intenten enviar pornografia infantilper la xarxa o organitzar cites.
En els Estats Units, alguns agents de policia es dediquen a fingir ser menors d'edat per capturar els pedòfils que intenten organitzar cites amb ells. Aquesta pràctica, d'altra banda controvertida, s'ha tornat popular entre internautes que no treballen per la policia, però que registren les converses i les pugen a una pàgina web, i de vegades denuncien el fet a la policia.
Existeix també una xarxa d'adolescents i pares joves que s'autoanomenen ciberàngels, que dediquen el seu temps al ciberespai, per estendre trampes i denunciar els pedòfils que actuen a Internet.

### Joguines sexuals
No només existeixen joguines sexuals d'ús individual, sinó que també n'hi ha per parelles.
Un exemple és la roba interior intel·ligent, que es pot controlar amb el mòbil per estimular a la teva parella a distància. Durex ha sigut pioner en la creació d'aquest tipus de peces de roba que vibren en diferents punts només polsant botons amb el mòbil. Aquestes venen equipades amb un "chip" Bluetooth que permet connectar-se amb el telèfon, on es poden controlar la intensitat de la vibració. També permet als usuaris gravar una cançó o un missatge en el dispositiu, per així establir la vibració amb el patró de so, el que converteix la roba interior intel·ligent en una joguina sexual versàtil.